# Чёртов мост (Кередигион)
Чёртов мост (валл. Pontarfynach англ. Devils Bridge) расположен в одноимённой деревне в Уэльсе в графстве Кередигион по пути к аббатству Страта Флорида.
Согласно местной легенде, Мост Дьявола получил своё название благодаря старинной истории о мудрой валлийской старушке, благодаря своей хитрости обведшей вокруг пальца самого дьявола.

## История
Начало строительству моста положили тамплиеры в конце XII века, а спустя 600 лет был надстроен еще один мост. В начале же прошлого столетия здесь построили уже третий по счету, но теперь металлический, мост.